# 贝恩德·布兰施
贝恩德·布兰施（德語：Bernd Bransch，1944年9月24日—2022年6月11日）是一名德國男子足球運動員，司職清道夫。
布蘭施是鎖匠的兒子，年輕時在BSG Motor Halle-Süd開始他的運動生涯。1954年，他被允許加入哈雷足球俱樂部。布蘭施整個職業生涯都在為哈雷足球俱樂部效力——除了1973/74賽季，他為卡爾蔡斯耶拿足球俱樂部效力。
1968年及1974年，他被評為東德足球先生。
布蘭施曾代表東德奧隊參加1972年和1976年夏季奧林匹克運動會足球比賽，獲得一枚金牌和一枚銅牌。他還參加過1974年國際足協世界盃的比賽。

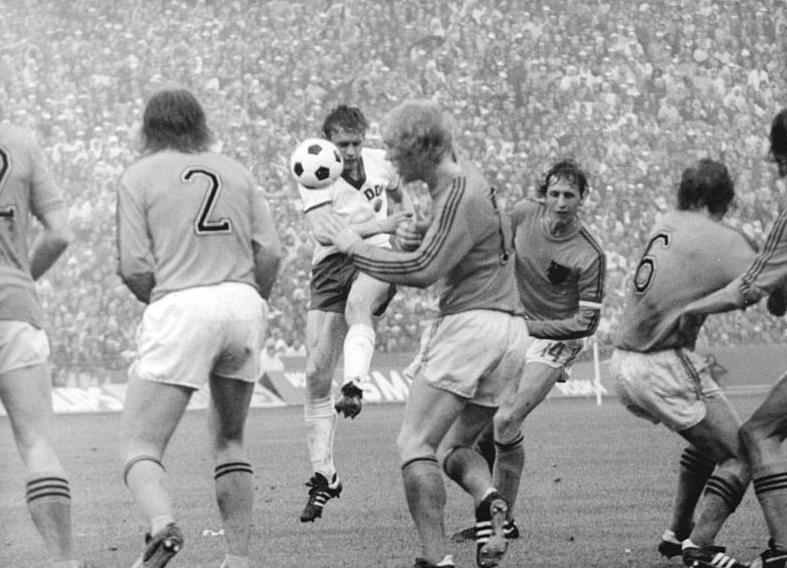
布蘭施（白衣）在1974年世界盃上對荷蘭的比賽中踢出一顆自由球

布蘭施總共參加317場聯賽，並踢進43顆球。

## 外部連結
- 贝恩德·布兰施在WorldFootball.net（英语）
- 贝恩德·布兰施在National-Football-Teams.com（英语）
- 贝恩德·布兰施在kicker（德语）
- 贝恩德·布兰施在FBref.com（英语）
- 贝恩德·布兰施在German Football Association（英语）
- 贝恩德·布兰施在EU-Football.info（英语）
- 贝恩德·布兰施在FootballDatabase.eu（英语）
- 贝恩德·布兰施在Fussballdaten.de（德语）
- 贝恩德·布兰施在Transfermarkt（英语）
- 贝恩德·布兰施在Olympedia（英语）